# Scarabaeus savignyi
Scarabaeus savignyi är en skalbaggsart som beskrevs av Macleay 1821. Scarabaeus savignyi ingår i släktet Scarabaeus och familjen bladhorningar. Inga underarter finns listade i Catalogue of Life.